# فرع السافل (المخادر)

تعديل مصدري - تعديل

فرع السافل محلة تابعة لقرية المرقب، التابعة لعزلة الصفي بمديرية المخادر إحدى مديريات محافظة إب في الجمهورية اليمنية، بلغ تعداد سكانها 39 حسب تعداد اليمن لعام 2004.